# Lettre sur le commerce des livres
La Lettre sur le commerce des livres est un essai sur le commerce des livres, rédigé en 1763 par Denis Diderot à la demande d'André Le Breton, alors syndic des libraires (éditeurs) parisiens. Ce texte est envoyé remanié à Antoine de Sartine en 1764. Le texte original de Diderot ne sera publié qu'en 1861.

## Contenu
Le texte de Diderot est un ouvrage de commande des libraires parisiens, qui cherchent à défendre un modèle économique du droit d'auteur qui convient au mieux à la marche de leurs affaires. Concrètement, ils cherchaient à s'opposer à cette idée, née en Angleterre au début du siècle que l'auteur était propriétaire de son œuvre. En ce sens, le texte envoyé à Sartine peut ainsi être vu comme une entreprise de lobbying.
La plume de Diderot est d'autant moins libre que Le Breton est l'un des éditeurs de l'Encyclopédie dont il est alors le directeur.

Diderot suit le raisonnement déjà tenu par Louis d'Héricourt en 1725, selon lequel l'auteur est propriétaire de son œuvre, au même titre que n'importe quel bien matériel. En dépit du caractère particulier qu'il attribue à cette propriété, qui fait penser au droit moral de l'auteur, inaliénable de nos jours, Diderot la considère comme entièrement aliénable : l'éditeur est donc en droit de l'acquérir, entièrement et ce jusqu'à nouvel ordre.

## Manuscrits et éditions
Il s'agit de ne pas confondre ici le texte de Diderot, avec son état modifié tel que remis à Sartine.

### Manuscrits
- Bibliothèque nationale de France, Mss. Fr. NAF 24232 no 3 (voir ici.)
- Manuscrit conservé à Saint-Pétersbourg, cité dans Œuvres complètes de Diderot, vol. XVIII, texte établi par J. Assézat et M. Tourneux, Paris, Garnier, 1876, p. 3.

### Éditions du texte de Diderot
- Lettre sur le commerce de la librairie : la propriété littéraire au XVIIIe siècle, par Diderot, publiée pour la première fois par le comité de l'Association pour la défense de la propriété littéraire et artistique, avec une introduction par M. G. Guiffrey, Paris, Librairie de L. Hachette, 1861, lire en ligne sur Gallica.
- Lettre historique et politique adressée à un magistrat sur le commerce de la librairie, son état ancien et actuel, ses règlements, les privilèges, les permissions tacites, les censeurs, les colporteurs, le passage des ponts et autres objets relatifs à la police littéraire (Juin 1767 [sic]). In : Œuvres complètes de Diderot, vol. XVIII, texte établi par J. Assézat et M. Tourneux, Paris, Garnier, 1876, p. 5-75.
- Diderot, Lettre sur le commerce de la librairie, commentée par Bernard Grasset, Grasset, 1937.
- Diderot, Lettre sur le commerce de la librairie, éditions Fontaine, 1984.
- Diderot, Lettre sur le commerce de la librairie, préf. de Michel Parfenov, Paris, Parangon, 2001  (ISBN 9782841900596).
- Lettre historique & politique adressée à un magistrat sur le commerce de la librairie, son état ancien & actuel, ses règlements, ses privilèges, les permissions tacites, les censeurs, les colporteurs, le passage des ponts & autres objets relatifs à la police littéraire, Paris, Allia, 2012, 128 p. (ISBN 978-2-84485-447-6)

### Édition du texte des libraires
- Représentations et observations en forme de mémoire sur l'état ancien et actuel de la librairie, ses règlements, ses privilèges et autres objets relatifs à son commerce et aux gens de lettres, présentées à M. de Sartine, maître des requêtes, maître général de la librairie et imprimerie, par les syndics et adjoints en charge au mois de mars 1764. In : La propriété littéraire au XVIIIe siècle : recueil de documents publié par le comité de l'Association pour la défense de la propriété littéraire et artistique, avec une introduction et des notices par MM. Éd. Laboulaye,... G. Guiffrey,..., Paris, L. Hachette (Paris), 1859, p. 41-120, lire en ligne sur Gallica.